# アブドゥッラフマーン・バダウィー

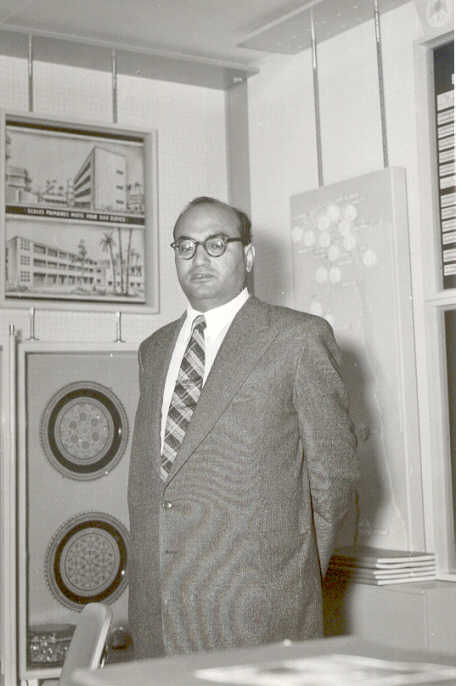
バダウィー

アブドゥッラフマーン・バダウィー（アラビア語: عبد الرحمن بدوي, ラテン文字転写: ʿAbd al-Raḥmān Badawī; 1917年 - 2002年）はエジプトの哲学者。

## 生涯
1917年2月17日にダミエッタ郊外のシャラバースで生まれ、2002年7月25日にカイロで亡くなった。生家は地主で裕福であったが、1952年のいわゆる「エジプト革命」後の土地改革により、地所を失った。ただし、その時点でバダウィー自身はすでに学者として際立った存在であり、実存主義哲学に関する著作で名が知られていた。
バダウィーはサイディーヤ校で教育を受け、フアード1世大学（現在のカイロ大学の前身）に進学、哲学を学び、1938年に卒業した。サイディーヤ校はカイロのパブリックスクールであり、当時エジプト随一の西欧式のエリート教育機関である。大学ではフランス語、英語、ラテン語も学んだ。バダウィーは大学から奨学金を得て修士課程と博士課程に進んだ。
戦間期から第二次世界大戦中のエジプトは、政局が悪化するヨーロッパから多くの知識人を、大学のポストを提供するなどして迎え入れていた。フアード大学哲学科の教授アンドレ・ラランドや、バダウィーの博士論文を指導したロシア移民の哲学者アレクサンドル・コイレもそのような知識人のひとりである。バダウィーの博士論文はアレクサンドル・コイレを指導教官として実存主義哲学における死の問題を扱った。この博士論文 Le Problème de la mort dans la philosophie existentielle は1943年に書籍の形で出版され、その後何十年もエジプトの知識人に影響を与え続けた。
1952年、エジプトではナセル大佐がクーデタを発動し、王制を廃止する。バダウィーは共和制憲法を起草する委員会に会員として組み入れられた。バダウィーら憲法起草委員会は自由民主主義の立場を主張したが、ナセル体制はこれを拒絶した。1952年の軍部のクーデタは一般的に「エジプト革命」と称されるが、バダウィーはのちに「エジプトにおける自由主義のこころみはナセルにより挫折させられた。それは完全な民主主義へと発展する可能性のあったものだ。」と語っている。バダウィーは、クーデタ以後のオリエントに自由思想家の居場所はなくなったと考えるようになった。
バダウィーは1966年にエジプトを去り、1967年からリビア大学で哲学を教えた。しかし1973年4月に彼の教え子たちがカダフィー大佐に対し、政治スローガンを叫ぶのを拒否して思想・表現の自由を訴えるという事件が起きた。面目をつぶされたカダフィーは、哲学科の主任であったバダウィーの逮捕を命じ、彼の蔵書数百冊を公衆の面前で焼いた。かつての教え子で、1943年の著作 Le Problème de la mort dans la philosophie existentielle に強い感銘を受けていたエジプト大統領サダトが、カダフィーに釈放を働きかけ、バダウィーは17日間を刑務所で過ごして解放された。この事件は「1952年のエジプトクーデタ以後のオリエントに自由思想家の居場所はなくなった」というバダウィーの思いを強くした。カダフィ大佐を始めアラブの独裁者たちはみな、ナセルのクーデタをモデルとして「革命」を起こしてきたからである。
1975年から1982年まではクウェートの大学にポストを得て、哲学を教えた。そのほかにイランの大学でも教えている。1975年からはパリのホテルを恒常的な住まいとした。1999年ごろに癌の診断を受け、エジプト政府はバダウィー帰国の準備を整えた。栄典の授与なども打診したがバダウィーは拒絶した。自分はエジプトには似つかわしくない存在とも語っていたが、2002年に帰国し、カイロで亡くなった。85歳だった。

## 思想
1940年に出版した著書 Greek Heritage in Islamic Civilisation において、バダウィーは文明の衝突が不可避であり解決困難であると予言した。また、バダウィーは、イスラーム文明の精髄を解明する能力をギリシア文明が持たず、イスラーム文明がギリシア文明に対してどのように応答したかを評価することなくイスラーム文明の本質を理解することはできないと考えた。
エジプトにおける実存主義哲学の祖と言われる。百科事典中の項目75項を含めて150編以上の著作があり、母語のアラビア語をはじめとして英語、スペイン語、フランス語、ドイツ語で執筆し、古代ギリシア語、ラテン語、ペルシア語の文献を読めた。